# 김선태 (1911년)
김선태(金善太, 일본식 이름: 金澤善太(가네자와 센타), 1911년 8월 2일~1978년 11월 28일)는 일제강점기 시대부터 활동한 법률가 겸 법조인이며, 대한민국의 변호사 겸 정치인이다. 호(號)는 일송(逸松)이다. 본관은 금릉 김씨로 일제 시대 전남 완도 출생.

## 생애
전라남도 완도군 출신이다. 니혼 대학 전문부 법과를 졸업한 뒤 1938년 고등문관시험에 합격하여 조선총독부 판사로 임용되었다. 일제 강점기 동안 청진지방법원 회령지청과 대전지방법원 청주지청 판사를 역임했다.
이후 변호사로 활동하던 중 제1공화국에서 정계에 입문하여 이승만에 반대하는 세력을 대표해 강경 투쟁을 벌이면서 3선 의원이 되었다. "자유당 치하에서 가장 학대받은 사람"이라는 평과 함께, 물불을 가리지 않는 투쟁에 자유당을 공격하는 빠른 독설로 "기관총"이라고 불렸다는 일화가 남아 있다.
1955년에 민주당이 창당되자 민주당 인권옹호위원회 부위원장을 맡았고, 제2공화국 출범 후 잠시 무임소장관에 올랐다. 5·16 군사정변 이후 구정치인으로 분류되어 한동안 은거하다가, 신민당에서 정무위원 겸 인권옹호위원장을 맡아 정계에 복귀했다. 1973년에는 신민당 당권 세력인 유진산을 반대해 민주통일당이 창당될 때 참가하기도 했다. 정치인 박광태가 김선태의 비서 출신이다.
2008년 민족문제연구소가 친일인명사전에 수록하기 위해 정리한 친일인명사전 수록예정자 명단 사법 부문에 선정되었다.

## 역대 선거 결과
|  | 32.32% |

|  | 22.78% |

|  | 19.67% |

|  | 40.99% |

|  | 72.27% |

|  | 14.06% |